# Saanich (langue)
Le saanich ou SENĆOŦEN (en saanich, aussi transcrit sənčaθən) est un dialecte du salish des détroits, langue amérindienne de la famille des langues salish parlée aux États-Unis, dans l'État de Washington et au Canada, en Colombie-Britannique, au Sud de l'île de Vancouver. Le dialecte et la langue sont en voie d’extinction.

## Variétés
Le saanich compte deux variétés:
- saanich occidental ;
- saanich oriental.

## Écriture
L’alphabet saanich, développé par Dave Elliot, une membre de la Première Nation Saanich, utilise les lettres majuscules sans utiliser les lettres minuscules.
| A | Á | Ⱥ | B | C | Ć | Ȼ | D | E | H | I | Í | J | K | ₭ | Ḵ | Ḱ | L | Ƚ | M | N | Ṉ | O | P | Q | S | Ś | T | Ⱦ | Ṯ | Ŧ | U | W | W̱ | X | X̱ | Y | Z | s |